# Stałopłat

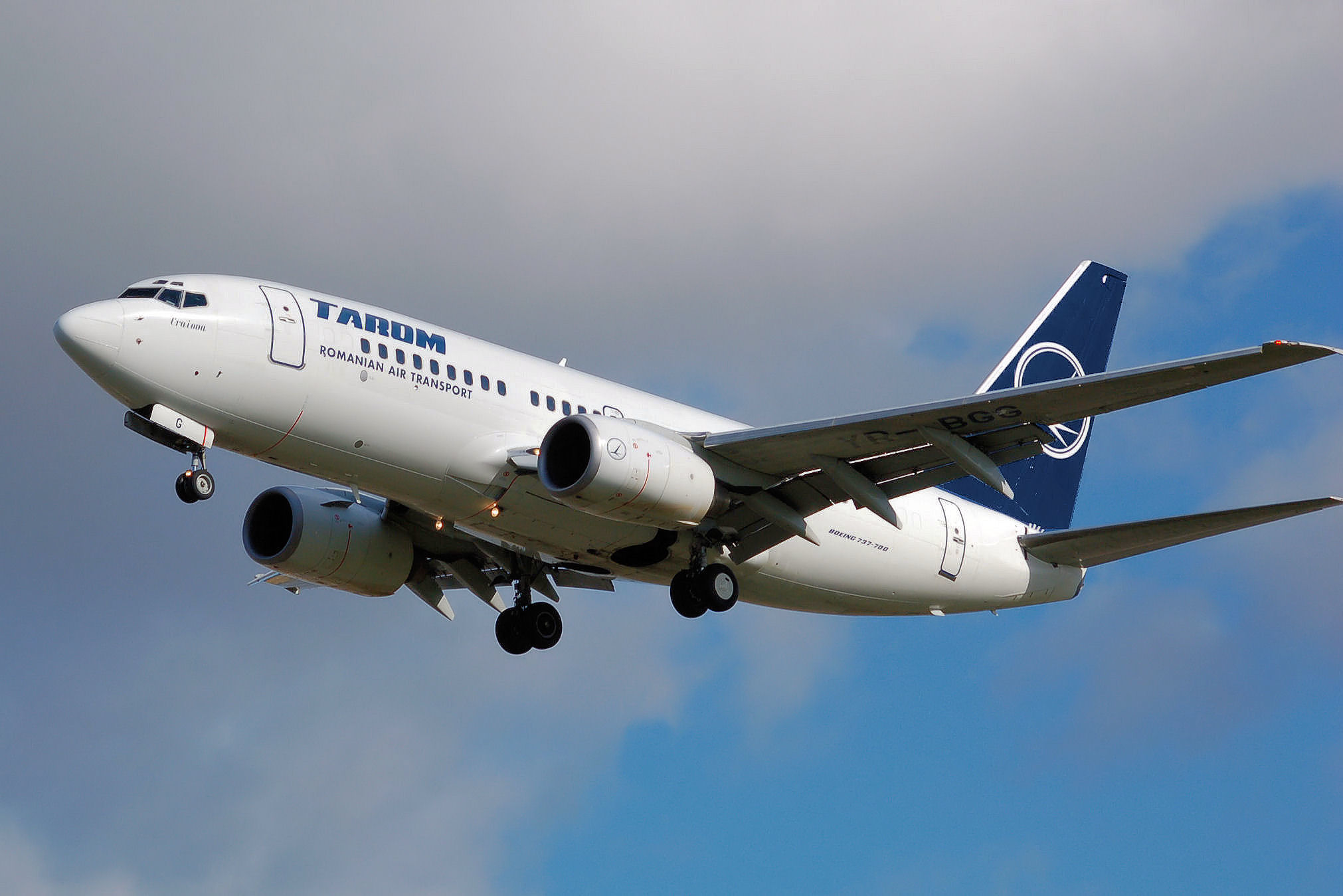
Tarom Boeing 737-700 (YR-BGG).

Stałopłat – aerodyna o nieruchomych powierzchniach nośnych. Do stałopłatów zaliczane są wszystkie cięższe od powietrza statki latające, które utrzymują się w powietrzu dzięki sile nośnej wytworzonej przez nieruchome powierzchnie nośne, w tym spadochrony. Odróżniana od wiropłatu.
Podstawowe typy stałopłatów to:
- latawiec;
- samolot[2];
- szybowiec.